# Rudolf Stojak
Rudolf Stojak (Kreka kod Tuzle, 16. kolovoza 1928. – Sarajevo, 15. veljače 1996.), bh. hrvatski sociolog iz Bosne i Hercegovine

## Životopis
Rudolf (Rudi) Stojak rodio se u naselju Kreki kod Tuzle. Završio je studij filozofije i psihologije na Filozofskom fakultetu u Zagrebu 1958. godine. Tečaj iz područja metodologije socioloških istraživanja završio je na Sveučilištu Ann Harbour (Michigan). Obranio je doktorsku disertaciju pod nazivom: Sociološka metoda analize sadržaja u istraživanju fenomena masovne kulture,na Filozofskom fakultetu u Sarajevu 1976. godine. Radio je na Višoj školi za socijalne radnike u Sarajevu. Na Odsjeku za filozofiju i sociologiju Filozofskog fakulteta u Sarajevu izabran je 1978. za docenta, 1984. za izvanrednog, a 1990. za redovnog profesora.
Bavio se metodologijom socioloških istraživanja, problemima traumatizma i absentizma, uzrocima i posljedicama “loših informacija”, obrazovanju i informiranosti, političkom profesionalizmu, mogućnostima emancipacije žena, problemima nezadovoljne ličnosti, strukturi stripa u znanstvenim stručnim časopisima (Pregled, Odjek, Opredjeljenja, Lica, Porodica i dijete). Dobitnik je Šestotravanjske nagrade grada Sarajeva.

## Posebna izdanja
- Sjaj i bijeda masovne kulture, Sarajevo 1982.
- Metoda analize sadržaja, Sarajevo 1990.